# Glenea jacobsoni
Glenea jacobsoni là một loài bọ cánh cứng trong họ Cerambycidae.